# Max (auteur)
Pour les articles homonymes, voir Max.
Max Perramon (né en 1957), dit Max, est un auteur de bande dessinée et illustrateur français.

## Publications
Max a publié dans de nombreuses revues et fanzines comme Métal hurlant, Viper, Le Lynx,  Fusée, Charlie Mensuel, Rigolo, Zoulou, Lapin, Picsou Magazine, L'Écho des savanes, Pif Gadget, Strips, Frank Margerin présente, (À suivre), Taipiri, Hara-Kiri, Flag, L'Horreur est humaine, Ogoun !, Lucha Libre, Gorgonzola, Le Krapô baveux, etc.

### Bandes dessinées
- Bad Max, Les Humanoïdes associés, 1983.
- Panzer Panik, scénario de José-Louis Bocquet, Les Humanoïdes associés, 1985.
- Fuck, fly and bomb, scénario de Pierre Ouin, Futuropolis, collection X, 1986.
- Spoty & La Lune alphane, Les Humanoïdes associés, 1987.
- Suck, Korea, suck, scénario de Pierre Ouin, Fururopolis, collection X, 1987.
- Douceur infernale, Les Éditions du Poteau, 1995.
- Sombres Ténèbres 1, L'Association, collection Mimolette, 2001.
- Sombres Ténèbres 2, L'Association, collection Mimolette, 2002.
- Sombres Ténèbres 3, L'Association, collection Mimolette, 2002.
- Sombres Ténèbres 4, L'Association, collection Mimolette, 2003.
- Douceur infernale, édition intégrale, Humeurs, collection Tumeur, 2003.
- Sombres Ténèbres 5-6-7-8, L'Association, collection Mimolette, 2005.
- Fusée n°10, ce numéro est entièrement consacré à la réédition d'histoires de Max, Automne 67, 2005.

### Illustrations
- Monstrueux monstres, livre pour enfant, Albin Michel, 1991.
- Récit du récif, livre pour enfant, Seuil jeunesse, 1996.
- Démocratie mécanique, recueil de dessins, Alain Beaulet, 2000.